# Сормасъёган
Сормасъёган (устар. Сормас-Юган) — река в Шурышкарском районе Ямало-Ненецкого автономного округа. Устье реки находится в 9 км по левому берегу протоки Сормас (протока Оби). Длина реки — 20 км.

## Данные водного реестра
По данным государственного водного реестра России относится к Нижнеобскому бассейновому округу, водохозяйственный участок реки — Обь от впадения реки Северная Сосьва до города Салехард, речной подбассейн реки — бассейны притоков Оби ниже впадения Северной Сосьвы. Речной бассейн реки — (Нижняя) Обь от впадения Иртыша.